# Monte Townsend
El Monte Townsend es el segundo pico más alto de la Australia continental. Localizado en el Parque nacional Kosciuszko en las Montañas Snowy (parte de la Gran Cordillera Divisoria), El Monte Townsend se encuentra a 3.68 km al norte del pico más alto, el Monte Kosciuszko.
Aunque más bajo que el Monte Kosciuszko, El Monte Townsend tiene un pico escarpado y posee una apariencia más dominante que el Monte Kosciuszko, de cima relativamente redondeada. Debido a la fácil escalada del Monte Kosciuszko, y la menor accesibilidad del Monte Townsend, ha surgido la tradición de que cada persona que escale el Monte Townsend cargue una roca del fondo en la mochila, y la deje en la cima con el objetivo de hacer al Monte Townsend el más alto de los dos.
Los nombres de "Monte Townsend" y "Monte Kosciuszko" hacían referencia originalmente la montaña contraria, hasta que la medición de los dos picos mostró que el Kosciuszko es ligeramente más bajo que su vecino. En lugar de reeducar a la gente con que la montaña más alta era el Monte Townsend, los nombres fueron transpuestos por el Departamento de Tierras de Nueva Gales del Sur (New South Wales Lands Department), para que el Monte Kosciuszko fuera renombrado Townsend, y viceversa.